# Club Deportivo Béjar Industrial
Club Deportivo Béjar Industrial es un equipo de fútbol español localizado en Béjar (Castilla y León). Fundado en 1951, actualmente juega en Regional Preferente y disputa los partidos como local en el campo de fútbol Mario Emilio.

## Historia
En la temporada 1953/54 empieza la andadura del equipo bejarano en un torneo provincial en el que se proclama campeón. Jugando varias fases más hasta llegar a la fase final contra el Juventud de Burgos, con el cual empató fuera y ganó en casa consiguiendo así el ascenso a Tercera División.
A comienzos de los 60 el equipo vive su etapa dorada. Con el apoyo de importantes empresarios y de más de 3.000 socios el club se profesionaliza y logra ganar el campeonato en las temporadas 1961/62, 62/62 y 63/64, quedando subcampeón un año después en un grupo en el que también estaban el Burgos, la Cultural Leonesa, la Ponferradina, el Getafe, y el Tenerife, logrando incluso disputar varias fases de ascenso a la Segunda División.
A mediados de los 60 hasta finales de los 70 el conjunto rojinegro se mantiene en la parte alta de la tabla, y surgen rivalidades con el Salamanca y el Ciudad Rodrigo.
Coincidiendo con la creación de la Segunda División B, el club transita entre la nueva Tercera y la Primera Regional a lo largo de los 80 y 90 aunque logró clasificarse para disputar el play off de ascenso a la Segunda B, en la temporada 1999/2000.

## Temporadas
| Temporada | Nivel | División   | Posición |
| --------- | ----- | ---------- | -------- |
| 1952–55   | —     | Regional   | —        |
| 1955/56   | 3     | 3.ª        | 9.ª      |
| 1956/57   | 3     | 3.ª        | 11.ª     |
| 1957/58   | 3     | 3.ª        | 6.ª      |
| 1958/59   | 3     | 3.ª        | 9.ª      |
| 1959/60   | 3     | 3.ª        | 9.ª      |
| 1960/61   | 3     | 3.ª        | 11.ª     |
| 1961/62   | 3     | 3.ª        | 1.ª      |
| 1962/63   | 3     | 3.ª        | 1.ª      |
| 1963/64   | 3     | 3.ª        | 1.ª      |
| 1964/65   | 3     | 3.ª        | 2.ª      |
| 1965/66   | 3     | 3.ª        | 11.ª     |
| 1966/67   | 3     | 3.ª        | 4.ª      |
| 1967/68   | 3     | 3.ª        | 5.ª      |
| 1968/69   | 3     | 3.ª        | 19.ª     |
| 1969/70   | 4     | 1.ª Reg.   | —        |
| 1970/71   | 4     | Reg. Pref. | 3.ª      |
| 1971/72   | 4     | Reg. Pref. | 1.ª      |
| 1972/73   | 3     | 3.ª        | 19.ª     |
| 1973/74   | 4     | Reg. Pref. | 1.ª      |

| Temporada | Nivel | División   | Posición |
| --------- | ----- | ---------- | -------- |
| 1974/75   | 3     | 3.ª        | 17.ª     |
| 1975/76   | 4     | Reg. Pref. | 8.ª      |
| 1976/77   | 4     | Reg. Pref. | 6.ª      |
| 1977/78   | 5     | Reg. Pref. | 2.ª      |
| 1978/79   | 5     | Reg. Pref. | 1.ª      |
| 1979/80   | 4     | 3.ª        | 8.ª      |
| 1980/81   | 4     | 3.ª        | 3.ª      |
| 1981/82   | 4     | 3.ª        | 18.ª     |
| 1982/83   | 5     | Reg. Pref. | 6.ª      |
| 1983/84   | 5     | Reg. Pref. | 2.ª      |
| 1984/85   | 4     | 3.ª        | 15.ª     |
| 1985/86   | 4     | 3.ª        | 16.ª     |
| 1986/87   | 4     | 3.ª        | 18.ª     |
| 1987/88   | 5     | Reg. Pref. | 4.ª      |
| 1988/89   | 5     | Reg. Pref. | 5.ª      |
| 1989/90   | 5     | Reg. Pref. | 2.ª      |
| 1990/91   | 5     | Reg. Pref. | 2.ª      |
| 1991/92   | 4     | 3.ª        | 14.ª     |
| 1992/93   | 4     | 3.ª        | 15.ª     |
| 1993/94   | 4     | 3.ª        | 18.ª     |

| Temporada | Nivel | División   | Posición |
| --------- | ----- | ---------- | -------- |
| 1994/95   | 5     | Reg. Pref. | 13.ª     |
| 1995/96   | 5     | Reg. Pref. | 1.ª      |
| 1996/97   | 4     | 3.ª        | 17.ª     |
| 1997/98   | 4     | 3.ª        | 16.ª     |
| 1998/99   | 4     | 3.ª        | 13.ª     |
| 1999/00   | 4     | 3.ª        | 4.ª      |
| 2000/01   | 4     | 3.ª        | 13.ª     |
| 2000/01   | 4     | 3.ª        | 13.ª     |
| 2001/02   | 4     | 3.ª        | 15.ª     |
| 2002/03   | 4     | 3.ª        | 19.ª     |
| 2003/04   | 5     | 1.ª Reg.   | 12.ª     |
| 2004/05   | 5     | 1.ª Reg.   | 7.ª      |
| 2005/06   | 5     | 1.ª Reg.   | 3.ª      |
| 2006/07   | 5     | 1.ª Reg.   | 7.ª      |
| 2007/08   | 5     | 1.ª Reg.   | 11.ª     |
| 2008/09   | 5     | 1.ª Reg.   | 12.ª     |
| 2009/10   | 5     | 1.ª Reg.   | 5.ª      |
| 2010/11   | 5     | 1.ª Reg.   | 3.ª      |
| 2011/12   | 4     | 3.ª        | 20.ª     |
| 2012/13   | 5     | 1.ª Reg.   | 11.ª     |
| 2013/14   | 5     | 1.ª Reg.   | 9.ª      |

| Temporada | Nivel | División  | Posición | Copa del Rey |
| --------- | ----- | --------- | -------- | ------------ |
| 2014/15   | 5     | 1.ª Reg.  | 11.ª     |              |
| 2015/16   | 5     | 1.ª Reg.  | 6.ª      |              |
| 2016/17   | 5     | 1.ª Reg.  | 6.ª      |              |
| 2017/18   | 5     | 1.ª Reg.  | 12.ª     |              |
| 2018/19   | 5     | 1.ª Reg.  | 7.ª      |              |
| 2019/20   | 5     | 1.ª Reg.  | 8.ª      |              |
| 2020/21   | 5     | 1.ª Reg.  | 6.ª      |              |
| 2021/22   | 6     | 1.ª Reg.  | 15.ª     |              |
| 2022/23   | 7     | 1.ª Prov. | 1.ª      |              |
| 2023/24   | 6     | 1.ª Reg.  | 7.ª      |              |

- 33 temporadas en Tercera División de España
- 37 Temporadas en Primera División Regional Aficionados de Castilla y León
- 1 temporada en Primera División Provincial Aficionados de Castilla y León